# Mujin wakusei Survive
Mujin wakusei Survive (無人惑星サヴァイヴ?, Mujin wakusei Savaivu, lett. "Sopravvivere sul pianeta disabitato" o "Il pianeta disabitato Survive"), è una serie animata prodotta in Giappone su NHK dal 2003 fino al 2004. La serie, che conta 52 puntate con un'aggiunta di 3 speciali, è stata prodotta da Madhouse. Il titolo può essere tradotto in due modi, o Sopravvivere sul pianeta disabitato, oppure, lasciando inalterata l'ultima parola, Il pianeta disabitato Survive, poiché Survive è il nome che viene dato dai protagonisti al pianeta sul quale si svolge la storia.

## Trama
Verso la fine del XXI secolo gli umani raggiungono un livello di sviluppo tecnologico tale da permettere i viaggi interstellari e la colonizzazione di altri pianeti, ma ad esso non corrisponde un uguale sviluppo culturale e sociale; guerre, surriscaldamento e sconvolgimenti climatici rendono la Terra un pianeta deserto ed inabitabile, costringendo gli umani ad abbandonarla, e all'incirca nel 2150 la civiltà umana si è ridotta a vivere in innumerevoli colonie disseminate in tutto il sistema solare, piccole oasi di tranquillità e vita normale che sorgono su mondi inabitabili al di fuori di esse.
Luna, una ragazza da poco trasferitasi nella colonia di Roca-2, durante una gita scolastica verso un satellite di Giove rimane coinvolta con altri sette compagni di classe in un incidente, e la loro scialuppa di salvataggio, staccatasi dalla nave madre, precipita su di un pianeta sconosciuto molto simile alla Terra, ma totalmente disabitato. Dal momento che ripartire è impossibile, e che non vi è la certezza di poter essere soccorsi, i ragazzi non hanno altra scelta che cercare di sopravvivere alle mille insidie del pianeta, ma per loro, cresciuti in colonie dove non vi era niente di naturale, la sfida consisterà anzitutto nel confrontarsi con la natura vera.

## Personaggi

### Protagonisti
- Luna, una ragazza cresciuta con suo padre su Marte; è la protagonista della serie. Orfana di madre fin quasi dalla nascita, quando era molto piccola vide morire suo padre, che riuscì ad allontanarla da un centro ricerche in procinto di esplodere sacrificando la propria vita. Da quel momento è cresciuta da sola nella colonia dove vivono anche gli altri protagonisti della storia assieme a Chako, il suo robot domestico. Nonostante la sua infanzia molto triste è una ragazza solare ed amichevole, che riesce con la sua forza di volontà ed il suo ottimismo a tenere insieme il gruppo anche nei momenti più difficili. Inizialmente non sembra avere un interesse particolare verso qualcuno dei ragazzi del gruppo, ma in seguito si avvicinerà molto a Kaoru, diventando l'unica persona con cui il ragazzo si confiderà raccontandole la sua storia; negli episodi finali in particolar modo avranno più di qualche momento di intimità, che lasceranno intendere come Luna abbia iniziato a vedere in Kaoru qualcosa di più che un amico. Più avanti nella storia comincerà a mostrare strani poteri telepatici, poteri che, si scoprirà in seguito, derivano dalla presenza di nanomacchine all'interno del suo corpo. Nell'ultimo episodio deciderà di sacrificarsi per fermare la tempesta gravitazionale che minaccia il pianeta, ma verrà salvata all'ultimo momento da Survive e ritornerà dai suoi amici. Alla fine della storia realizzerà il suo sogno di terraformare la Terra per renderla nuovamente abitabile.
- Sharla, una ragazza timida che ha stretto amicizia con Luna. Gentile e mite, è quella che all'inizio rimane più traumatizzata dal naufragio sul pianeta disabitato, ma grazie alla vicinanza di Luna riesce a superare quel breve momento di disperazione ritrovando la fiducia nel futuro e nella speranza di poter tornare a casa. A causa del suo carattere timido e romantico è sempre stata molto sola, soprattutto dopo che un compagno di classe aveva rivelato come amasse scrivere racconti romantici e fantasiosi. Ha anche una fervida immaginazione, infatti sarà lei a dare un nome a molti dei luoghi e degli animali che i ragazzi incontreranno sul pianeta. Risulta chiara la sua attrazione verso Bell, che tuttavia all'inizio si mostrerà più interessato a Luna, ma che più in là comincerà a ricambiarla. Data per morta assieme ad Howard dopo essere precipitata con lui nelle sabbie mobili si scoprirà che invece è sopravvissuta, ma che è stata posseduta da Survive che le ha installato delle nanomacchine nel corpo. Verrà liberata da Luna. Alla fine della storia diventerà una scrittrice, pubblicando tra le altre cose un romanzo sulla loro avventura.
- Menori, una ragazza che era presidentessa dell'istituto delle ragazze. Molto matura, al punto da dare l'idea di avere più anni di quelli che ha, viene da una famiglia nobile, la stessa che possiede la scuola dove studiano i ragazzi. A causa della rigida educazione impostale dal padre, un uomo molto severo ed intransigente, ha imparato a non mostrare mai le proprie debolezze, né ad esternare mai agli altri i propri veri sentimenti, così da essere considerata sempre una persona superiore in grado di fungere da guida. Per questo cerca subito di mettersi alla guida del gruppo sforzandosi di essere una buona leader, ma pur venendo sostituita in questo ruolo da Luna in alcune occasioni rivelerà la sua capacità di prendere decisioni difficili. L'unica occasione nella quale Menori riesce ad essere sé stessa è quando suona il violino, e con l'andare del tempo inizierà ad aprirsi al resto del gruppo. Non va molto d'accordo con Howard, ma verso la fine della serie si renderà conto di essersene innamorata. È quella che più di tutti si lega all'alieno Adam, che la considera quasi come una madre. Alla fine della storia diventa la segretaria di suo padre e si adopera per la creazione di accordi commerciali con il pianeta Survive.
- Howard, un ragazzo egoista di nobile nascita che si crede sempre un gradino sopra gli altri. I suoi modi di fare presuntuosi ed altezzosi causeranno parecchi problemi al resto del gruppo, anche perché per riuscire a tornare a casa si rivelerà disposto a venire a qualsiasi compromesso, compreso trattare con gli evasi. Nonostante voglia mostrarsi forte è estremamente pavido e si spaventa facilmente. È lui il principale responsabile del naufragio sul pianeta deserto, ma Luna e gli altri non ne sono consapevoli, e lui non lo ammetterà se non molto tempo dopo, quando dopo essere scampato alla morte per un soffio comincerà a mostrarsi più altruista e gentile. Verrà posseduto da Survive assieme a Sharla, ma sarà liberato da Luna. Alla fine della storia diventa un attore.
- Kaoru, il ragazzo più maturo del gruppo; esperto combattente, è dotato di agilità, spirito di sopravvivenza e capacità di adattamento sorprendenti, che denotano un'educazione di tipo militare. Infatti, si scoprirà più avanti che era stato scelto per entrare all'accademia come pilota spaziale; in accademia conobbe Louis, un ragazzo gentile e premuroso che cercava in ogni modo di essergli amico, ma che lui detestava in quanto capace di surclassarlo in ogni cosa, dallo studio allo sport. Insieme erano arrivati ad affrontare la prova finale per il superamento del corso che consisteva in una sessione di pilotaggio a coppie, ma durante l'esame la loro nave incappò in una pioggia di meteoriti. Kaoru, che voleva dimostrare la sua abilità, insistette per pilotare, e quando sembrava tutto finito una pietra centrò lo shuttle creando una falla nello scafo che risucchiò via Louis. Da quel momento Kaoru provò un profondo senso di colpa, e decise che mai più avrebbe permesso alle persone attorno a lui di essere in pericolo. In seguito lasciò l'accademia, non volendo confrontarsi con le malevoci sul suo conto secondo le quali aveva provocato deliberatamente la morte del rivale per diventare il primo allievo della scuola, cosa che egli stesso inizierà ad un certo punto a pensare arrivando quasi a cercare una morte liberatoria. Durante il corso della storia è quello che più si avvicina a Luna, alla quale racconta, unica fra tutti, la sua storia; in seguito i due si avvicineranno molto, e negli ultimi due episodi verrà fatto intuire che entrambi hanno iniziato a considerarsi qualcosa di più che semplici amici. Alla fine della storia, grazie anche a Luna, decide di ritornare ad inseguire il suo sogno diventando infine pilota di astronavi.
- Bell, il ragazzo più grande del gruppo. Grande e grosso, è tuttavia molto timido, e almeno all'inizio è totalmente sottomesso ad Howard. Avendo da sempre la passione per la vita all'aria aperta la sua esperienza tornerà all'inizio molto utile per permettere ai ragazzi di sopravvivere al primo periodo di permanenza forzata sul pianeta disabitato. In quanto a spirito di adattamento e abilità di combattente poi, è secondo solo a Kaoru. Inizialmente innamorato di Luna, al punto di averle chiesto di sposarlo, alla fine sembrerà provare maggiore attrazione per Sharla. Alla fine della storia diventa un tecnico-naturalista incaricato della salvaguardia delle colonie.
- Shingo, il ragazzo più giovane del gruppo. Ha solo 12 anni, ma è stato promosso di due classi in virtù della sua grande intelligenza. Fin dall'inizio è su di lui che si concentranole speranze dei ragazzi di poter tornare a casa, dal momento è che l'unico in possesso delle conoscenze necessarie a mettere in piedi un qualsivoglia tentativo di lasciare il pianeta. Stringe ben presto una grande amicizia con Porte, e assieme a Luna è il primo ad accorgersi del controllo esercitato da Survive su Howard e Sharla. Alla fine della storia diventa un tecnico aerospaziale.

- Adam

### Antagonisti
- Survive, il supercomputer incaricato di preservare il pianeta sul quale i ragazzi sono precipitati. Gli antichi abitanti del pianeta ridussero il loro mondo inabitabile a tal punto di doverlo abbandonare, e prima di andarsene programmarono Survive perché lo terraformasse così da poterlo in futuro nuovamente abitare. Survive però, essendo un computer, e portato quindi a ragionare razionalmente, giunse alla conclusione che il pianeta non sarebbe mai stato davvero al sicuro se degli esseri senzienti lo avessero abitato, quindi non avvisò gli antichi abitanti dell'avvenuta terraformazione lasciandoli a vagare nello spazio. Quando il pianeta si trova poi ad essere minacciato da un cataclisma di cui non conosce la natura, e che si rivelerà essere una tempesta gravitazionale, deciderà di usare i poteri di Luna per salvarlo, e per farlo impianterà delle nanomacchine in Howard e Sharla facendone le sue spie. Alla fine, mosso a compassione dalla determinazione di Luna, pronta al sacrificio pur di proteggere il pianeta, salverà la ragazza da morte certa, si renderà conto di quanto le sue deduzioni fossero sbagliate circa gli esseri umani e le loro emozioni, quindi, esaurito il proprio compito, si autodistruggerà dopo aver richiamato gli antichi abitanti. Luna e gli altri decideranno di chiamare il pianeta Survive in suo onore.
- Brindo, il capo dei tre prigionieri che sono riusciti a scappare. Barba folta, abilissimo con la pistola con cui terrorizza mostri e ragazzi, molto intelligente, comprende subito i piani dei ragazzi. Muore assieme ai suoi compagni quando la loro astronave precipita nuovamente sul pianeta dopo che i ragazzi avevano tentato di usarla per ripartire.
- Zilba, l'unica donna fra i tre fuorilegge, sembra contenta di trovarsi sull'isola; più volte si scontrerà con Kaoru e la sua arma è una frusta elettrica con cui è molto abile.
- Bob, il terzo compagno, un cyborg dove mostra un braccio meccanico e delle protesi alla testa. Sembra essere l'unico a comprendere se il pezzo mancante all'astronave sia un falso o no, da cui farebbe capire un suo passato da meccanico.

## Collegamenti ad altre opere
L'anime, tanto nella trama quanto nella scelta dei personaggi, ragazzi tra i 12 ed i 16 anni, risulta essere una rilettura in chiave fantascientifica del romanzo per ragazzi Due anni di vacanze di Jules Verne; anche in quel caso, un gruppo di studenti rimasti vittime di un naufragio raggiungono un paradiso incontaminato, in quel caso un'isola del Pacifico, dovendo arrangiarsi per sopravvivere. Due anni di vacanze era già stato preso a modello nel 1995 per la realizzazione di un altro anime, I segreti dell'isola misteriosa.

## Sigle
Sigla iniziale
- Bokura no Message (僕らのメッセージ, lett. "Il nostro messaggio") di Kiroro

Sigla finale
- Sunny Side Hill by ROUND TABLE di featuring Nino

## Episodi
| Nº | Giapponese 「Kanji」 - Rōmaji                                       | In onda           | In onda |
| Nº | Giapponese 「Kanji」 - Rōmaji                                       | Giapponese        |         |
| 1  | 「転校生、ルナです！」 - tenkōsei, runa desu!                       | 16 ottobre 2003   |         |
| 2  | 「回避は不可能！？」 - kaihi ha fukanō!?                            | 23 ottobre 2003   |         |
| 3  | 「ほんものの風、ほんものの海」 - honmonono kaze, honmonono umi      | 30 ottobre 2003   |         |
| 4  | 「私たち、どうなっちゃうの！」 - watashitachi, dōnacchauno!         | 13 novembre 2003  |         |
| 5  | 「シャアラ、負けちゃダメ！」 - shaara, make cha dame!               | 20 novembre 2003  |         |
| 6  | 「僕らはゲームをしてるんじゃない」 - bokura ha gemu woshiterunjanai | 27 novembre 2003  |         |
| 7  | 「まだ歩き始めたばかり」 - mada aruki hajime tabakari               | 4 dicembre 2003   |         |
| 8  | 「生きるために大切なこと」 - iki rutameni taisetsu nakoto           | 11 dicembre 2003  |         |
| 9  | 「きっと仲良く暮らせる」 - kitto nakayoku kura seru                 | 18 dicembre 2003  |         |
| 10 | 「家をつくろう」 - ie wotsukurō                                     | 25 dicembre 2003  |         |
| 11 | 「優しいメロディ」 - yasashii merodei                               | 8 gennaio 2004    |         |
| 12 | 「みんなの家」 - minnano ie                                         | 15 gennaio 2004   |         |
| 13 | 「ひとりじゃない」 - hitorijanai                                    | 22 gennaio 2004   |         |
| 14 | 「声が聞こえた」 - koe ga kiko eta                                  | 29 gennaio 2004   |         |
| 15 | 「何もかもが大きな森」 - nanimo kamoga ooki na mori                 | 5 febbraio 2004   |         |
| 16 | 「僕だって帰りたいんだ」 - boku datte kaeri tainda                  | 12 febbraio 2004  |         |
| 17 | 「心はいつも青空」 - kokoroha itsumo aozora                         | 19 febbraio 2004  |         |
| 18 | 「これが東の森！？」 - korega higashi no mori!?                     | 26 febbraio 2004  |         |
| 19 | 「コノコヲ・・・タノム・・・」 - konokowo... tanomu...              | 4 marzo 2004      |         |
| 20 | 「ア・ダ・ム」 - a. da. mu                                          | 11 marzo 2004     |         |
| 21 | 「冬がやって来る」 - fuyu gayatte kuru                              | 18 marzo 2004     |         |
| 22 | 「さよならはいやだ」 - sayonarahaiyada                              | 25 marzo 2004     |         |
| 23 | 「光の中に」 - hikari no nakani                                     | 1º aprile 2004    |         |
| 24 | 「誰？ 誰なの？」 - dare? dare nano?                                | 8 aprile 2004     |         |
| 25 | 「未来のために」 - mirai notameni                                   | 15 aprile 2004    |         |
| 26 | 「応答願います」 - ōtō negai masu                                   | 22 aprile 2004    |         |
| 27 | 「しぶとい奴ら」 - shibutoi yatsu ra                                | 29 aprile 2004    |         |
| 28 | 「これもみんなのため」 - koremominnanotame                          | 6 maggio 2004     |         |
| 29 | 「ぼくにもやっと・・・」 - bokunimoyatto...                         | 13 maggio 2004    |         |
| 30 | 「どうすればいいの」 - dōsurebaiino                                 | 20 maggio 2004    |         |
| 31 | 「俺達はきっとやれる」 - oretachi hakittoyareru                     | 27 maggio 2004    |         |
| 32 | 「急げ！！」 - isoge!!                                              | 3 giugno 2004     |         |
| 33 | 「浮上開始」 - fujō kaishi                                          | 10 giugno 2004    |         |
| 34 | 「大陸へ行く？！」 - tairiku he iku?!                               | 17 giugno 2004    |         |
| 35 | 「十分な材料もないのに」 - jūbun na zairyō monainoni                | 24 giugno 2004    |         |
| 36 | 「とても大事な仲間です」 - totemo daiji na nakama desu              | 1º luglio 2004    |         |
| 37 | 「弱音を吐くな」 - yowane wo haku na                                | 8 luglio 2004     |         |
| 38 | 「私、負けないよ」 - watashi, make naiyo                            | 15 luglio 2004    |         |
| 39 | 「どうしてそんなものが」 - dōshitesonnamonoga                       | 22 luglio 2004    |         |
| 40 | 「とうとう着いた」 - tōtō tsui ta                                   | 29 luglio 2004    |         |
| 41 | 「だから行かなくちゃ」 - dakara ika nakucha                         | 5 agosto 2004     |         |
| 42 | 「不思議な力」 - fushigi na chikara                                 | 12 agosto 2004    |         |
| 43 | 「一緒にコロニーに帰るんだ」 - isshoni koroni ni kaeru nda          | 19 agosto 2004    |         |
| 44 | 「ハワードが助けてくれた」 - hawado ga tasuke tekureta              | 26 agosto 2004    |         |
| 45 | 「お父さん！ お母さん！」 - o tōsan! o kaasan!                      | 2 settembre 2004  |         |
| 46 | 「会いたかった」 - ai takatta                                       | 9 settembre 2004  |         |
| 47 | 「始めるぞ！」 - hajime ruzo!                                       | 16 settembre 2004 |         |
| 48 | 「あなたはあなたじゃない」 - anatahaanatajanai                      | 30 settembre 2004 |         |
| 49 | 「このままだとこの星が・・・」 - konomamadatokono hoshi ga...       | 7 ottobre 2004    |         |
| 50 | 「この星が好きだから」 - kono hoshi ga suki dakara                  | 14 ottobre 2004   |         |
| 51 | 「死ぬために行くんじゃない」 - shinu tameni iku njanai              | 21 ottobre 2004   |         |
| 52 | 「みんなのところへ」 - minnanotokorohe                              | 28 ottobre 2004   |         |